# Hugo Winroth
Hugo Ludvig Pontus Winroth, född 9 november 1849 i Stockholm, död 13 augusti 1936 i Malmö, var en svensk postdirektör. Han var bror till Ernst August och Alfred Winroth.
Winroth blev student 1868, kanslist i Generalpoststyrelsen 1875, aktuarie samma år, var tf. postinspektör i Södra järnvägspostdistriktet 1879–93, intendent vid Postverkets persedelförråd 1891 och postdirektör i Malmö postdistrikt 1893–1916.
Winroth var även från 1903 ledamot av styrelsen för Riksbankens avdelningskontor i Malmö och från 1918 dess ordförande samt 1889–1912 ledamot av Malmö stadsfullmäktige. Han företog studieresor till Danmark, Tyskland och Belgien.